# Ciao Chérie
Ciao Chérie ist ein österreichischer Spielfilm von Nina Kusturica aus dem Jahr 2017. Die Premiere erfolgte im März 2017 auf der Diagonale. Am 19. Oktober 2018 kam der Film in die österreichischen Kinos. Im ORF wurde der Film am 11. Juli 2021 gezeigt.

## Handlung
Ciao Chérie spielt in einem Call Shop in Wien-Ottakring. Larisa führt das kleine Geschäft gezwungenermaßen weiter, nachdem sich ihr Mann nach Belgrad abgesetzt hat. Neben Geldüberweisungen zu den Familien in die Heimat werden in den Telefonkabinen des Geschäfts Gespräche zwischen Flüchtlingen mit den Zurückgelassenen, zwischen Liebenden und zwischen Geschwistern, die sich seit Jahren nicht gesehen haben, über eine Entfernung von tausenden Kilometern, geführt. Dazwischen kommt es auch zu Kontakten unter den Kunden. Im Call Shop kommen Personen verschiedenster Nationen zusammen, und so hört man die verschiedensten Sprachen und wird in die unterschiedlichsten Lebensgeschichten eingelassen.
Etwa in jene der schüchternen Ange, die eine Ausbildung macht und hofft, am Telefon ihr Heimweh nach Togo zu lindern. Mimi dagegen hat eine geheime Affäre mit einem Mann in Italien, sie kommt in den Shop, um mit ihm zu telefonieren und um ihre beste Freundin in Japan um Rat zu fragen. Ein afghanischer Teenager führt ebenfalls ein Doppelleben, während ihn sein Bruder am Telefon zwingt, der Verlobung mit einer Landsfrau zuzustimmen, scherzt er mit seiner ahnungslosen Wiener Freundin vor der Kabine herum. Dioma aus dem Senegal versucht, ihren Freund zu überreden, doch wieder nach Österreich zu kommen. Samo weiß nicht, was er sagen soll, wenn ihm seine Familie aus Syrien beispielsweise erzählt, dass sie nur alle zwanzig Tage für kurze Zeit Strom hat.

## Produktion und Hintergrund
Die Dreharbeiten fanden in Wien statt. Unterstützt wurde der Film vom Österreichischen Filminstitut und dem Filmfonds Wien, beteiligt war der ORF. Produziert wurde der Film von Nina Kusturica Projects. Für Ton und Tongestaltung zeichneten Andreas Pils und Gerhard Daurer verantwortlich. Die Musik stammt von The Wladigeroff Brothers (Alexander und Konstantin Wladigeroff) und Božidar Radenković. 
Der Großteil der Konversationen im Film wird in verschiedenen Sprachen wie Französisch, Englisch, Romanes, Serbisch, Dari, Somalisch, Japanisch, Italienisch, Kurdisch mit deutschen Untertiteln geführt. Ciao Chérie ist nach Auswege (2003) und Little Alien (2009) Nina Kusturicas dritte abendfüllende Regiearbeit.
Der Film wurde 2019 im Rahmen der Edition österreichischer Film von Hoanzl und dem Standard auf DVD veröffentlicht.

## Rezeption
Martin Thomson schrieb in der Tageszeitung Die Presse: „Nach dem Auflegen verharrt die Kamera noch oft vor dem leeren Gesichtsausdruck der Menschen. Das Gesagte scheint in ihnen nachzuklingen. Tränen fließen. Es hat alles nichts gebracht: Man muss zurück in den Alltag und damit zurechtkommen, einsam zu bleiben, sich fremd zu fühlen. Diese Grenzzustände im Gefühlsleben von Eingewanderten ernst zu nehmen und zu ergründen, statt sie als sentimentale Nebensächlichkeiten abzutun, ist ein großes Verdienst von Kusturica.“
Alexandra Seibel befand in der Tageszeitung Kurier das Kusturica in ihrem Einraum-Film eine ganze Welt und ihre Vielfalt an Sehnsüchten, Identitäten und verlorenen Heimaten eröffnen würde. „Anstatt Multikulturalität zu predigen, entfaltet sie kleine Vignetten, die in der Neulerchenfelderstraße zum Blühen gebracht werden. Und immer wieder findet die Kamera neue Perspektiven, um ihre Blicke zu werfen.“

## Auszeichnungen und Nominierungen
Österreichischer Filmpreis 2019
- Nominierung in der Kategorie Bester Schnitt (Nina Kusturica)[10]